# Anthicus sacramento
Anthicus sacramento é uma espécie de escaravelho da família Anthicidae.
É endémica dos Estados Unidos da América.